# Словарь Верхотурского уезда Пермской губернии
«Словарь Верхотурского уезда Пермской губернии» — географический справочник с общим историческо-экономическим очерком и приложением карты уезда в границах по административному делению России 1734 года, в котором представлена описание географических объектов, входящих ранее в Пермскую губернию. Впервые издан в 1910 году. Составителем является пермский краевед Иван Кривощёков.

## История создания
Справочник вышел в свет по инициативе и при содействии Алексея Ивановича Мухлынина в марте 1910 года. Словарь посвящался «Глубокоуважаемому господину председателю Пермской губернской земской управы Алексею Ивановичу Мыхлынину». И. Я. Кривощёков сам лично занимался опросом местных жителей о происхождении отдельных сёл, деревень, рек, гор, интересовался географией, историей и экономикой края.

## Содержание
В начале словаря даётся общая характеристика Верхотурского уезда, затем история, промышленность, земледелие, климат, почвы, торговля, кредит, духовное управление Верхотурского края. Далее биографии достопамятных деятелей Верхотурского края. Две трети словаря занимает географический и статистический словарь, где все населённые пункты, заводы, горы, реки, озёра перечислены по алфавиту.